# Porpoloma
Porpoloma là một chi nấm thuộc họ Tricholomataceae. Chi này chứa khoảng 12 loài, chủ yếu phân bố ở Nam Mỹ.

## Các loài
- Porpoloma amyloideum
- Porpoloma aranzadii
- Porpoloma bambusarum
- Porpoloma elytroides
- Porpoloma metapodium
- Porpoloma pes-caprae
- Porpoloma spinulosum